# Joe's Apartment
Joe’s Apartment (El cuchitril de Joe en España. En Hispanoamérica El apartamento de Joe) es una película de comedia de 1996 protagonizada por Jerry O’Connell y Megan Ward, basada en una película corta de 1992 realizada para la cadena MTV. Fue dirigida por John Payson con secuencias animadas en computador diseñadas por Chris Wedge de Blue Sky Studios.
La película se centra en una plaga de cucarachas que invaden el apartamento de un joven llamado Joe. Las voces de las cucarachas son realizadas por los actores Billy West, Jim Turner, Rick Aviles (en su último papel antes de su fallecimiento) y Dave Chappelle.

## Sinopsis
Joe se traslada a la ciudad de Nueva York en busca de un techo y un trabajo. Termina instalándose en un apartamento infestado de cucarachas que incluso pueden hablar y bailar. Abrumado por la situación, Joe intenta deshacerse de ellas al principio, pero después de un tiempo empieza a tomarles afecto.

## Reparto
- Jerry O'Connell como Joe.
- Megan Ward como Lily Dougherty.
- Jim Turner como Walter Shit.
- Sandra Denton como Blank.
- Robert Vaughn como el Senador Dougherty.
- Don Ho como Alberto Bianco.
- Jim Sterling como Jesús Bianco.
- Shiek Mahmud-Bey como Vladimir Bianco.
- David Huddleston como P.I. Smith

El músico y DJ Moby aparece como el DJ en la fiesta donde Joe toca la batería con la banda. 

### Voces de las cucarachas
- Billy West como Ralph.
- Reginald Hudlin como Rodney.
- Jim Turner
- B.D. Wong
- Jim Sterling
- Dave Chappelle
- Tim Blake Nelson
- Rick Aviles